# Ріва-Сан-Вітале
Ріва-Сан-Вітале (італ. Riva San Vitale) — місто  в Швейцарії в кантоні Тічино, округ Мендрізіо.

## Географія
Місто розташоване на відстані близько 165 км на південний схід від Берна, 33 км на південь від Беллінцони.
Ріва-Сан-Вітале має площу 6,1 км², з яких на 15,8% дозволяється будівництво (житлове та будівництво доріг), 10,2% використовуються в сільськогосподарських цілях, 72,5% зайнято лісами, 1,5% не є продуктивними (річки, льодовики або гори).

## Демографія
2019 року в місті мешкало 2654 особи (+6,6% порівняно з 2010 роком), іноземців було 18,8%. Густота населення становила 437 осіб/км².
За віковим діапазоном населення розподілялося таким чином: 17,6% — особи молодші 20 років, 60,1% — особи у віці 20—64 років, 22,3% — особи у віці 65 років та старші. Було 1187 помешкань (у середньому 2,2 особи в помешканні).
Із загальної кількості 973 працюючих 46 було зайнятих в первинному секторі, 380 — в обробній промисловості, 547 — в галузі послуг.